# Szapolyai Borbála lengyel királyné
Szapolyai Borbála (lengyelül: Barbara Zapolya; Trencsén, 1495 – Krakkó, 1515. október 2.) I. Zsigmond lengyel király első felesége, lengyel királyné és litván nagyhercegné, Szapolyai János és Szapolyai György húga.

## Élete

Szapolyai Borbála címere

1495-ben született Szapolyai István nádor és Hedvig tescheni hercegnő leányaként. 1512. február 8-án Krakkóban férjhez ment I. Zsigmond lengyel királyhoz, II. Ulászló magyar király öccséhez, február 12-én koronázták meg. A házasság révén Lengyelország a magyar nemzeti párttal került összeköttetésbe, melynek vezére, Szapolyai János, Szapolyai Borbála fivére volt.
I. Zsigmond 1512-től az oroszokkal hadakozott, és férje távollétei idején Borbála ideje nagy részét Litvánia fővárosában, Vilniusban töltötte, 1515 februárjában költözött vissza Krakkóba. Második gyermeke, Anna születése után néhány hónappal, 1515. október 2-án halt meg, állítólag epilepsziában. Halála után férjének megszakadt kapcsolata a magyar nemzeti párttal, I. Miksa német-római császár befolyása alá került, akinek ajánlására vette feleségül 1518-ban Bona Sforzát, a milánói herceg árváját.

## Gyermekei
- Hedvig (*Poznań, 1513. március 15.; †Neuruppin, 1573. február 7.), 1535-től II. Joachim brandenburgi választófejedelem felesége
- Anna (* Krakkó, 1515. július 1.; †1520. május 8.)